# 青春18×2 君へと続く道
『青春18×2 君へと続く道』（せいしゅんじゅうはちかけるに きみへとつづくみち、中: 青春18×2 通往有你的旅程、英: 18×2 Beyond Youthful Days）は、2024年公開の日本・台湾の合作映画。監督は藤井道人、主演はシュー・グァンハンと清原果耶。原作は台湾のジミー・ライ（賴吉米、作品発表時の名義は「藍狐」）による紀行エッセイ『青春18×2 日本慢車流浪記』。

## あらすじ
2006年夏・台南。18歳の青年ジミーは、日本人バックパッカーのアミと一夏の恋を経験する。
2024年冬。人生に挫折した36歳のジミーは、日本で鈍行列車に乗り一人旅をしながら、アミとの日々を回想する。

## キャスト
- ジミー：シュー・グァンハン
- アミ：清原果耶
- リュウ：ジョセフ・チャン[3]
- 幸次：道枝駿佑[4]
- 由紀子：黒木華[4]
- 中里：松重豊[4]
- 裕子：黒木瞳[4]
- 島田：北村豊晴
- アーロン：フィガロ・ツェン

## スタッフ
- 原作：ジミー・ライ『青春18×2 日本慢車流浪記』
- 監督：藤井道人
- 脚本：藤井道人、林田浩川[5]
- 音楽：大間々昂[5]
- 主題歌：Mr.Children「記憶の旅人」（TOY'S FACTORY）[4]
- エグゼクティブプロデューサー：チャン・チェン[5]
- プロデューサー：ロジャー・ファン、前田浩子、瀬崎秀人[5]
- 撮影：今村圭佑[5]
- 照明：平山達弥、シュー・チュンチュエン[5]
- 録音：根本飛鳥、チュウ・シーイー[5]
- 美術：宮守由衣、ヤオ・クオチェン[5]
- 装飾：野村哲也、ジェニー・コー・チミン[5]
- 衣装：皆川美絵、エマ・ユーユン・リン、ゾーイ・スー[5]
- 台湾キャスティング：ルーシー・チェン[5]
- キャラクタースーパーバイザー：橋本申二[5]
- ヘアメイク：西田美香、ボール・ロー、ゾイ・リン[5]
- 編集：古川達馬[5]
- CGプロデューサー：平野宏治、トミ・コー[5]
- VFXスーパーバイザー：高橋裕紀[5]
- カラリスト：石山将弘[5]
- スーパーヴァイジングサウンドエディター：勝俣まさとし[5]
- リレコーディングミキサー：浜田洋輔[5]
- 助監督：戸祭朝美、ウー・ユハン[5]
- 制作担当：柿本浩樹、リー・チーシュエン、ウー・チーヨー[5]
- 配給：ハピネットファントム・スタジオ[5]
- 制作プロダクション：JUMPBOYS FILMS、BABEL LABEL[5]
- 製作幹事：JUMPBOYS FILMS、サイバーエージェント
- 製作：「青春18×2」Film Partners（JUMPBOYS FILMS、Bossdom Digiinnovation、QC Media、My Story Entertainment、Mission International、Pili International Multimedia、サイバーエージェント、Cygames、ハピネットファントム・スタジオ、KDDI、関西テレビ放送、ジェイアール東日本企画）

## 製作
原作であるジミー・ライの紀行エッセイ『青春18×2 日本慢車流浪記』は、日本の「青春18きっぷ」を利用して旅をする様子を綴ったブログで、その内容に実話とは思えないほどドラマ性があることなどから台湾で話題となった。プロデューサーのロジャー・ファン（黃江豐）がこのエッセイを見たことをきっかけに、エグゼクティブプロデューサーのチャン・チェンは公開年である2024年の約10年前から映像化の実現に向けて動いていたが、作品を任せられる監督になかなか巡り合えない状況にあった。一方、監督の藤井道人は祖父が台湾出身で、いつか台湾との合作を実現したいと考えて以前から台湾に足繁く通っていた。ある時、自身が大好きな台湾映画『モンガに散る』のプロダクションに営業で訪れるとその場にロジャーがおり、そこでは特に何もなかったが、2019年の自身の映画『新聞記者』の試写会で台湾を訪れた際にロジャーから連絡があり、ミーティングの中で本作の話を持ち掛けられたことを受けて製作が決定した。
舞台の一つである福島県只見町の只見線は、2011年の豪雨災害により一時断裂していたが地域住民の熱意により2022年に復興した鉄道路線で、この話を聞いた藤井は、只見町はアミの故郷という設定を脚本に盛り込んだ。只見線での撮影は気温の上昇で雪崩発生の恐れがあるとして中止になりかけたが、結果的に雪崩の心配なしとなり無事に撮影が行われた。
本作は、台湾のゲームスタジオSIGONOが手掛ける「OPUS」シリーズとのコラボレーションが行われており、その要素が作中で随所に登場する。物語はジミーがゲーム会社の社長を解任される場面から始まるが、その会社でジミーが開発していたのが「OPUS」シリーズだという設定になっている。実際のジミーは、SIGONOの創業者の一人であるブライアン・リーの元同僚で親しい関係にあり、映画化にあたり藤井は台湾でブライアンの実体験について聞き取りを行った。映画内のジミーの人物像は実際のジミーとブライアンを混在させたものになっており、ジミーがブライアンの普段着と同じ服を着用している場面もある。

## 受賞
| 年   | 賞                         | 部門                         | 結果       | 出典   |
| ---- | -------------------------- | ---------------------------- | ---------- | ------ |
| 2024 | 第26回ウーディネ極東映画祭 | Golden Mulberry Award        | ノミネート | [ 9 ]  |
| 2024 | 第26回台北映画賞           | 最佳預告片（最優秀予告編賞） | ノミネート | [ 10 ] |